# Carlos Rodrigo Corrêa
Carlos Rodrigo Corrêa (* 29. Dezember 1980 in Limeira) ist ein brasilianischer Fußballspieler.

## Vereinskarriere
Corrêa spielte von 2003 bis 2006 für den brasilianischen Verein SE Palmeiras und bestritt in dieser Zeit 94 Ligaspiele. Für umgerechnet rund 3,2 Millionen Euro wechselte er danach zum ukrainischen Rekordmeister Dynamo Kiew, wo er seither unter Vertrag steht. In seinen ersten drei Ligaspielen für den neuen Verein traf der eigentlich defensive Mittelfeldspieler gleich dreimal und sicherte sich somit zunächst eine Position in der Startaufstellung von Kiew. Nach Ablauf der ersten Saison feierte er mit seiner Mannschaft die ukrainische Meisterschaft, den Gewinn des nationalen Pokals sowie des Supercups.
Trotz guter Leistungen und seiner Stärke in Standardsituationen konnte er sich in den kommenden Jahren nicht etablieren. Corrêa wurde deshalb im August 2009 zunächst an Atlético Mineiro und danach an Flamengo Rio de Janeiro in seiner Heimat Brasilien verliehen. Im Anschluss konnte er in Kiew weiterhin nicht Fuß fassen und wechselte im Sommer 2012 in seine Heimat wieder zu Palmeiras. Ende des Jahres verließ er den Klub wieder. Seitdem spielte er hauptsächlich für unterklassige Klubs.

## Erfolge
Palmeiras
- Série B: 2003

Dynamo Kiew
- Ukrainische Meisterschaft: 2007, 2009
- Ukrainischer Fußballpokal: 2005/06, 2006/07
- Ukrainischer Fußball-Supercup: 2006 und 2007
- Pokal Erster Kanal: 2008

Atlético Mineiro
- Staatsmeisterschaft von Minas Gerais: 2010

Portuguesa
- Staatsmeisterschaft von São Paulo (2. Liga): 2013